# Einstein : Équations criminelles
 (septembre 2021).
La mise en forme du texte ne suit pas les recommandations de Wikipédia : il faut le « wikifier ».
Les points d'amélioration suivants sont les cas les plus fréquents :
- Les titres sont pré-formatés par le logiciel. Ils ne sont ni en capitales, ni en gras.
- Le texte ne doit pas être écrit en capitales (les noms de famille non plus), ni en gras, ni en italique, ni en « petit »…
- Le gras n'est utilisé que pour surligner le titre de l'article dans l'introduction, une seule fois.
- L'italique est rarement utilisé : mots en langue étrangère, titres d'œuvres, noms de bateaux, etc.
- Les citations ne sont pas en italique mais en corps de texte normal. Elles sont entourées par des guillemets français : « et ».
- Les listes à puces sont à éviter, des paragraphes rédigés étant largement préférés. Les tableaux sont à réserver à la présentation de données structurées (résultats, etc.).
- Les appels de note de bas de page (petits chiffres en exposant, introduits par l'outil «  Source ») sont à placer entre la fin de phrase et le point final[comme ça].
- Les liens internes (vers d'autres articles de Wikipédia) sont à choisir avec parcimonie. Créez des liens vers des articles approfondissant le sujet. Les termes génériques sans rapport avec le sujet sont à éviter, ainsi que les répétitions de liens vers un même terme.
- Les liens externes sont à placer uniquement dans une section « Liens externes », à la fin de l'article. Ces liens sont à choisir avec parcimonie suivant les règles définies. Si un lien sert de source à l'article, son insertion dans le texte est à faire par les notes de bas de page.
- La présentation des références doit suivre les conventions bibliographiques. Il est recommandé d'utiliser les modèles {{Ouvrage}}, {{Chapitre}}, {{Article}}, {{Lien web}} et/ou {{Bibliographie}}. Le mode d'édition visuel peut mettre en forme automatiquement les références.
- Insérer une infobox (cadre d'informations à droite) n'est pas obligatoire pour parachever la mise en page.

Pour une aide détaillée, merci de consulter Aide:Wikification.
Si vous pensez que ces points ont été résolus, vous pouvez retirer ce bandeau et améliorer la mise en forme d'un autre article.
 (janvier 2024).
Einstein : Équations criminelles (Einstein) est une série télévisée policière allemande composée d'un téléfilm pilote de 89 minutes diffusé le 23 mars 2015, suivi de 32 épisodes de 42 minutes diffusés du 10 janvier 2017 au 18 mars 2019 sur la chaîne Sat.1 (de).
En France, elle a été diffusée  à partir du 12 juillet 2021 sur Chérie 25, au Québec à partir du 13 janvier 2022 sur Max et en Suisse à partir du 16 juin 2023 sur RTS1. Elle reste inédite dans les autres pays francophones.

## Synopsis
Felix Winterberg, arrière-arrière-petit-fils illégitime d'Albert Einstein, est lui-même un génie de la science aux capacités intellectuelles surdéveloppées. Mais il a une prédisposition génétique à la maladie de Huntington qui ne lui laissera qu'une espérance de vie d'environ sept ans après la première apparition de la maladie. Il fait donc le choix d'en profiter pleinement avant la première attaque. À cet effet, tous les moyens sont bons… Arrêté pour possession illicite d'amphétamines, il passe, contre son gré, un accord avec la police afin d'éviter la prison : il va devoir mettre ses talents de scientifique au service de la commissaire en chef Elena Lange et l'aider à résoudre ses affaires criminelles épineuses.

## Distribution

### Acteurs principaux
- Tom Beck  (VF : Michelangelo Marchese) : Professeur Docteur Docteur Felix « Einstein » Winterberg
- Annika Ernst (de) : Elena Lange
- Rolf Kanies : Stefan Tremmel
- Haley Louise Jones : Kirsten Maybach

### Acteurs récurrents et invités
- Paul Bohse : Leon Lange
- Yung Ngo (de) : Dr Lee Kwon
- Angela Roy (de) : Constance Winterberg
- Christian Hockenbrink (de) : Dr Nickelas Rössler
- Jesse Albert : Kommissar Andreas
- Laura Berlin : Julia Weigert
- Reiner Schöne : Prof. Stefan Jäger
- Jennifer Poppek : Sabine Steenken

## Épisodes

### Téléfilm (2015)
Le téléfilm pilote de 89 minutes a été diffusé le 24 mars 2015.

### Épisode pilote:Einstein
- Allemagne : 24 mars 2015 sur Sat.1 (de)

- Allemagne : 3,37 millions de téléspectateurs[3]

### Épisode 1:Balistique
- Allemagne : 10 janvier 2017 sur Sat.1 (de)

- Allemagne : 2,56 millions de téléspectateurs

### Épisode 2:État d’alerte
- Allemagne : 10 janvier 2017 sur Sat.1 (de)

- Allemagne : 2,31 millions de téléspectateurs

### Épisode 3:Pesanteur
- Allemagne : 17 janvier 2017 sur Sat.1 (de)

- Allemagne : 2,36 millions de téléspectateurs

### Épisode 4:H2O
- Allemagne : 17 janvier 2017 sur Sat.1 (de)

- Allemagne : 2,39 millions de téléspectateurs

### Épisode 5:Micro-ondes
- Allemagne : 24 janvier 2017 sur Sat.1 (de)

- Allemagne : 2,00 millions de téléspectateurs

### Épisode 6:Elvis est vivant
- Allemagne : 24 janvier 2017 sur Sat.1 (de)

- Allemagne : 2,07 millions de téléspectateurs

### Épisode 7:Méganewton
- Allemagne : 31 janvier 2017 sur Sat.1 (de)

- Allemagne : 2,43 millions de téléspectateurs

### Épisode 8:Thermodynamique
- Allemagne : 31 janvier 2017 sur Sat.1 (de)

- Allemagne : 2,28 millions de téléspectateurs

### Épisode 9:Magnétisme
- Allemagne : 7 février 2017 sur Sat.1 (de)

- Allemagne : 2,34 millions de téléspectateurs

### Épisode 10:I.E.M
- Allemagne : 7 février 2017 sur Sat.1 (de)

- Allemagne : 2,28 millions de téléspectateurs

### Épisode 1:Optique
- Allemagne : 13 février 2018 sur Sat.1 (de)

- Allemagne : 1,94 million de téléspectateurs

### Épisode 2:Aérodynamique
- Allemagne : 13 février 2018 sur Sat.1 (de)

- Allemagne : 1,97 million de téléspectateurs

### Épisode 3:Expansion
- Allemagne : 20 février 2018 sur Sat.1 (de)

- Allemagne : 1,78 million de téléspectateurs

### Épisode 4:Courant
- Allemagne : 20 février 2018 sur Sat.1 (de)

- Allemagne : 1,57 million de téléspectateurs

### Épisode 5:Amnésie
- Allemagne : 27 février 2018 sur Sat.1 (de)

- Allemagne : 1,68 million de téléspectateurs

### Épisode 6:Docteur Rössler
- Allemagne : 27 février 2018 sur Sat.1 (de)

- Allemagne : 1,63 million de téléspectateurs

### Épisode 7:Anaphylaxie
- Allemagne : 6 mars 2018 sur Sat.1 (de)

- Allemagne : 1,42 million de téléspectateurs

### Épisode 8:Compression
- Allemagne : 6 mars 2018 sur Sat.1 (de)

- Allemagne : 1,42 million de téléspectateurs

### Épisode 9:Isobare
- Allemagne : 13 mars 2018 sur Sat.1 (de)

- Allemagne : 1,84 million de téléspectateurs

### Épisode 10:Effondrement
- Allemagne : 13 mars 2018 sur Sat.1 (de)

- Allemagne : 1,68 million de téléspectateurs

### Épisode 1:Radioactivité1repartie
- Allemagne : 7 janvier 2019 sur Sat.1 (de)

- Allemagne : 1,57 million de téléspectateurs

### Épisode 2:Radioactivité2epartie
- Allemagne : 14 janvier 2019 sur Sat.1 (de)

- Allemagne : 1,51 million de téléspectateurs

### Épisode 3:Le point d’ébullition
- Allemagne : 21 janvier 2019 sur Sat.1 (de)

- Allemagne : 1,41 million de téléspectateurs

### Épisode 4:I.A.
- Allemagne : 28 janvier 2019 sur Sat.1 (de)

- Allemagne : 1,64 million de téléspectateurs

### Épisode 5:Oxydation
- Allemagne : 4 février 2019 sur Sat.1 (de)

- Allemagne : 1,43 million de téléspectateurs

### Épisode 6:Effet-peau
- Allemagne : 11 février 2019 sur Sat.1 (de)

- Allemagne : 1,53 million de téléspectateurs

### Épisode 7:Acide gamma-hydroxybutyrique
- Allemagne : 18 février 2019 sur Sat.1 (de)

- Allemagne : 1,25 million de téléspectateurs

### Épisode 8:Prisme
- Allemagne : 25 février 2019 sur Sat.1 (de)

- Allemagne : 1,36 million de téléspectateurs

### Épisode 9:Anti-bruit
- Allemagne : 4 mars 2019 sur Sat.1 (de)

- Allemagne : 1,50 million de téléspectateurs

### Épisode 10:Cybernétique
- Allemagne : 11 mars 2019 sur Sat.1 (de)

- Allemagne : 1,26 million de téléspectateurs

### Épisode 11:Extension
- Allemagne : 18 mars 2019 sur Sat.1 (de)

- Allemagne : 1,23 million de téléspectateurs

### Épisode 12:Infrarouge
- Allemagne : 18 mars 2019 sur Sat.1 (de)

- Allemagne : 1,22 million de téléspectateurs